# شانديز
شانديز بلدة إيرانية تعد من توابع مدينة مشهد التي تبعد عنها 37 كم. بلغ عدد سكانها 6570 نسمة في عام 2006. وهي عاصمة منطقة شانديز في مقاطعة طرقبة وشانديز، محافظة خراسان الرضوية.